# Strychnos benthami
Espèce
Classification phylogénétique
Statut de conservation UICN

 VU  : Vulnérable
Strychnos benthami est une espèce de plante du genre Strychnos et de la famille des Loganiaceae.
Elle est endémique du Sri Lanka.